# Novokramatorszki Gépgyár
A Novokramatorszki Gépgyár (ukránul: Новокраматорський машинобудівний завод, rövidítve NKMZ) az ukrajnai Kramatorszk legnagyobb ipari üzeme.
A gyárat 1934. szeptember 28-án alapították. Alkalmazottainak száma 16550.
Bánya- és nehézipari gépek, kohászati berendezések, hengerművek, kohók, érczúzók, présgépek, egyéb ipari berendezések mellett jégtörő hajók propellereinek tengelyeit és tengeralattjáró-alkatrészeket is gyárt.

## Külső hivatkozások
- A cég honlapja (angol)
- A cég honlapja (orosz)